# Димитър Тръпков (Горно Върбени)
Вижте пояснителната страница за други личности с името Димитър Тръпков.
Димитър (Мицо) Стефанов Тръпков е български революционер, деец на Върховния македоно-одрински комитет.

## Биография
Роден е в 1870 година в леринското село Горно Върбени (Екши Су), тогава в Османската империя. Заминава да търси работа в Свободна България и се установява във Варна. Взема дейно участие в националноосвободителните борби на българите в Македония. Влиза във Върховния комитет в 1901 година във Варна. В 1902 година изразява желание да стане четник и в есента на същата година е записан като такъв и заминава с четата на Йордан Пърнаров и Атанас Мурджев в Мъгленско и Мариово. По време на Илинденско-Преображенското въстание в 1903 година Тръпков е в четата на Никола Лефтеров и заедно с четите на Александър Протогеров и Анастас Янков участва в сраженията в Горноджумайско и Разложко. След въстанието, в 1905 година отново заминава за Македония с четата на Константин Настев и действа в Малешево.
След Хуриета в 1908 година Тръпков се легализира в родното си село, където ръководи революционната организация до края на 1909 година. В следващата 1910 година заминава за гурбет в САЩ. При избухването на Балканската война в 1912 година Тръпков организира 30 души чета в САЩ, която под негово войводство заминава за Западна Македония, където се присъединява към четата на Никола Лефтеров, като участва в много сражения срещу османските сили. По време на Междусъюзническата война взима участие в сражения срещу гърците и сърбите. Като доброволец в Македоно-одринското опълчение Тръпков е отличен с кръст „За храброст“ IV степен с удостоверение № 422 от 9 август 1913 година.
На 19 март 1943 година като жител на Варна подава молба за българска народна пенсия, която е одобрена и пенсията е отпусната от Министерския съвет на Царство България.